# Gonoesa

Ubicación probable de Gonoesa en el este de la antigua Acaya.

Gonoesa (en griego, Γονόεσσα) es el nombre de una antigua ciudad griega que fue mencionada por Homero en el Catálogo de las naves de la Ilíada.
Existen dudas sobre su localización exacta. Pausanias la identifica con una población destruida llamada Donusa, la ubica entre Egira y Pelene y dice que era súbdita de Sición. Añade que tal vez Pisístrato, cuando recopiló los versos de Homero que estaban diseminados por distintos lugares, o alguien cercano a él, cambió el nombre de la ciudad por ignorancia.
Sin embargo Pausanias también menciona una población que llama Gonusa, de la que dice que estaba situada sobre Sición. De ahí procedían Cípselo y sus ascendientes.
Según otra hipótesis, podría identificarse con Titane.